# Église Santo Stefano al Vomero
L'église Santo Stefano al Vomero est une petite église de Naples située corso Europa, dans le quartier du Vomero, en haut de la ville. Elle est dédiée à saint Étienne.

## Histoire
L'église est fondée au XVIIIe siècle par le propriétaire des lieux, un certain Marco di Lorenzo. Elle est confiée aux camaldules qui la conservent pendant tout le XIXe siècle.
Elle a été restaurée au début du XXIe siècle, mais elle est toujours fermée au culte.